# 푸에블로 복고양식

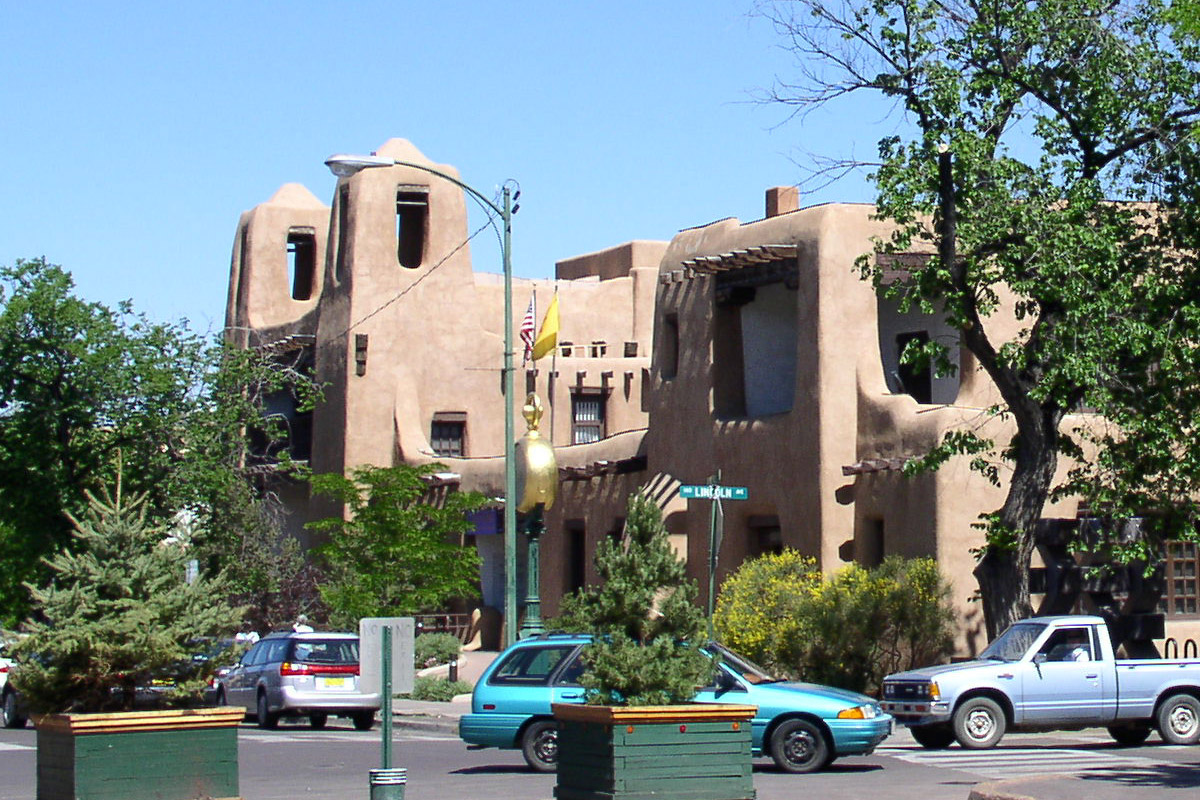
푸에블로 복고양식으로 지은 산타페 미술박물관

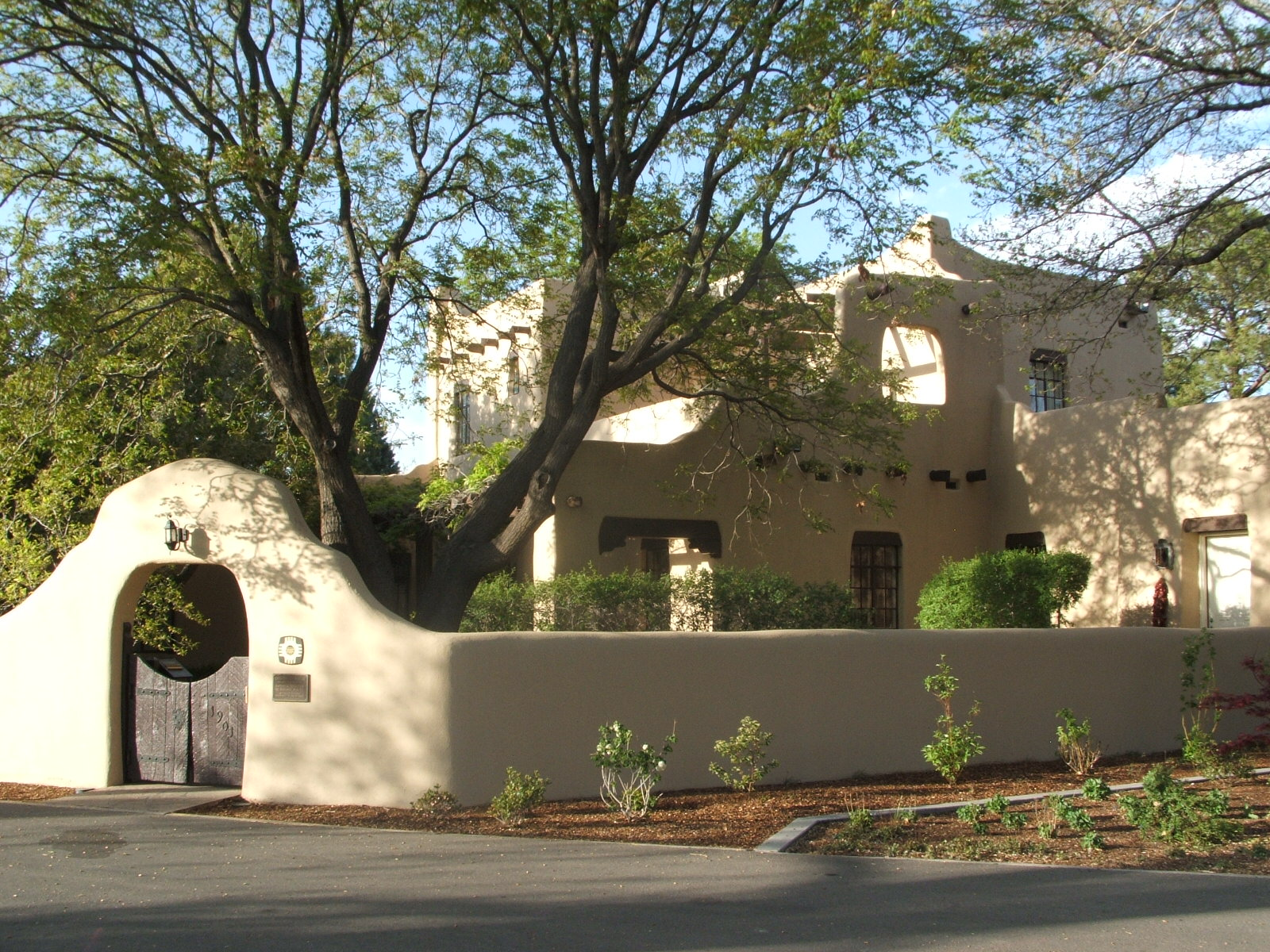
푸에블로 복고양식으로 지은 뉴멕시코 대학교의 옛 총장 관저, 유니버시티하우스

푸에블로 복고양식(Pueblo Revival Style)은 1800년대 말에 산타페('샌타페이'로도 불림)를 중심으로 뉴멕시코 지역에서 시작된 건축양식으로, 1920년에서 1930경에 이르러 이 지역의　고유한 건축양식이다. 스페인 사람들이 가지고 온 건축 스타일과 원주민인 푸에블로 인디언의 어도비 건축 스타일을 합쳐서 새로운 미를 표현하는 건축 양식은 이 지역의 건축가가 개발한 것이다. 푸에블로 양식이 스페인의 양식의 영향을 받아 재부활 또는 부흥한 것을 의미하여 '복고'(revival)란 단어를 썼다. 이를 의역하면 '푸에블로부흥건축양식' 또는 '신(新)푸에블로건축양식'으로도 옮길 수 있다. 이 건축양식의　구체적인 특징을 본다면 지붕이 평평하고 모서리는 벽면과 함께 둥근 모습을 지녔고 통나무를 이용하여 벽 밖으로 나오게 장식을 한다. 어도비(Adobe) 흙벽을 모방해서 스터코(Stucco)로 벽처리를 하지만 흙 벽돌은 쓰지　않고 대신 견고한 시멘트 콘크리트를 쓰고 색상은 흙색과 같은 황토색을 주로 이용한다. 뉴멕시코 지역에서 가장 많이 사용되는 건축양식이나 최근 아리조나, 남가주에서도 이 같은 스타일을 신규주택 건축시 도입 하는 것을 볼 수 있다.　푸에블로 복고양식으로 지은 대표적인 건물을 예로 들면 앨버커키 국제 공항 건물, 뉴멕시코 대학교 캠퍼스 내의 여러 건물들, 산타페의 미술 박물관을 포함하여 여러 공공 건물과 라폰다 호텔, 로레토 호텔 등과 수많은 산타페의 신규 주택에서 볼 수 있다.

## 푸에블로 복고양식으로 지은 건물들

푸에블로
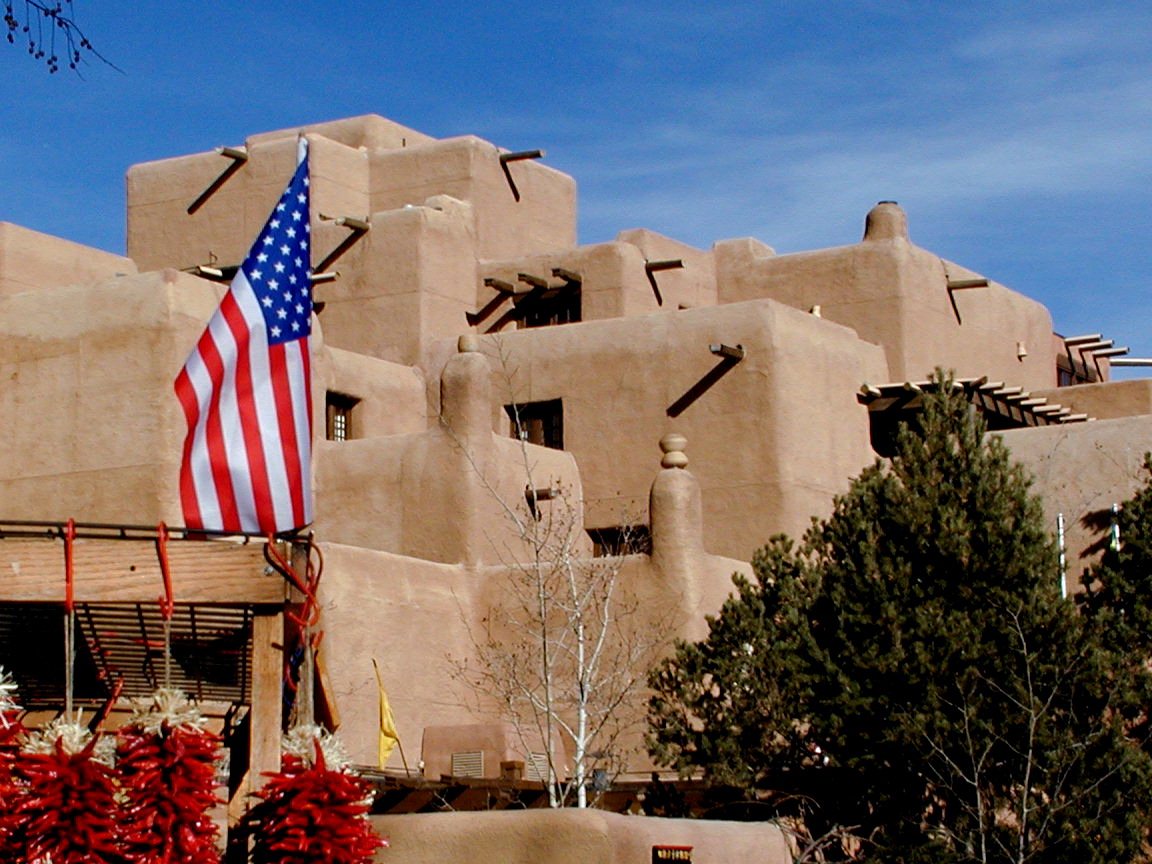
호텔 로레토(Hotel Loretto)
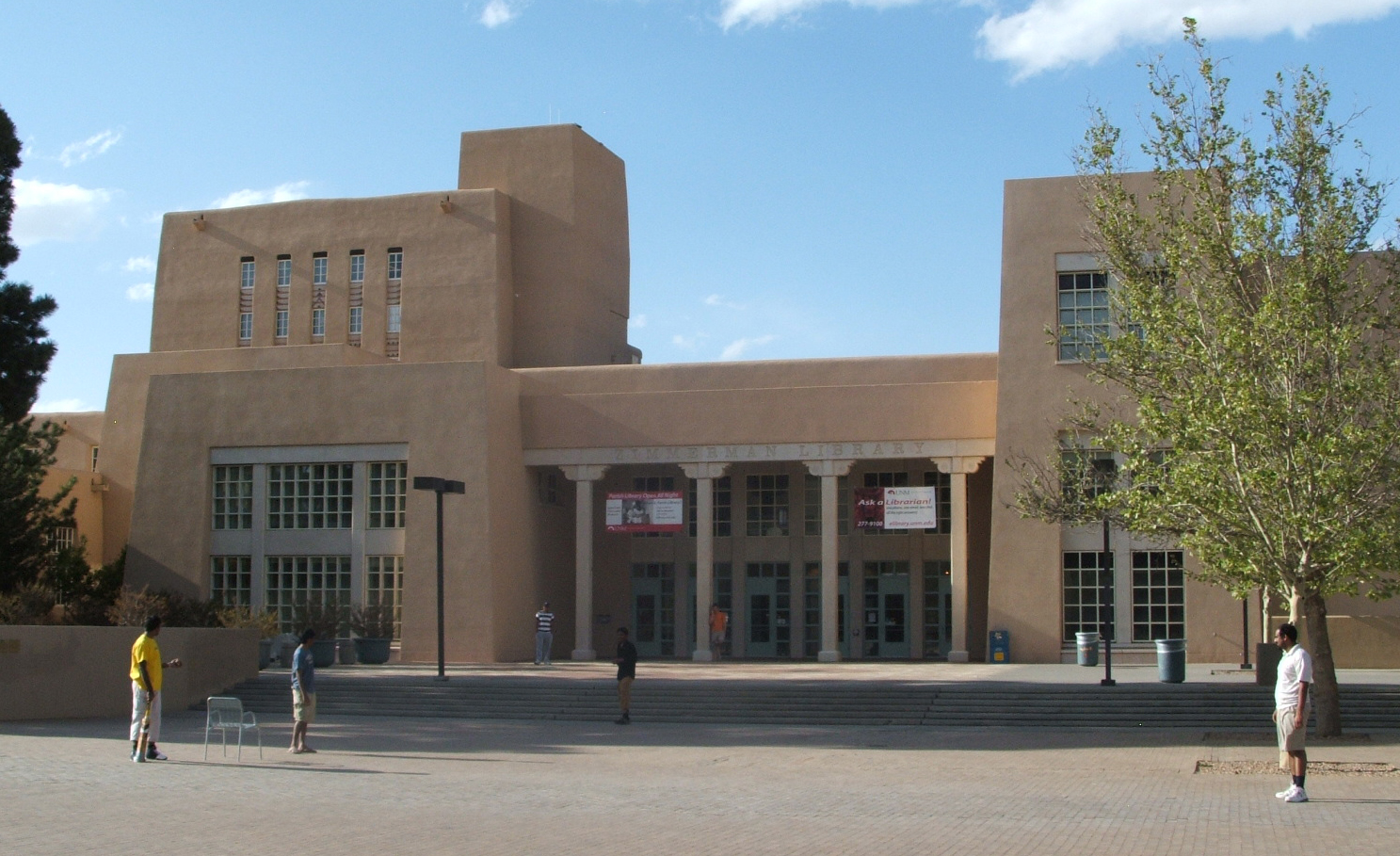
뉴멕시코 대학교 짐머만 도서관
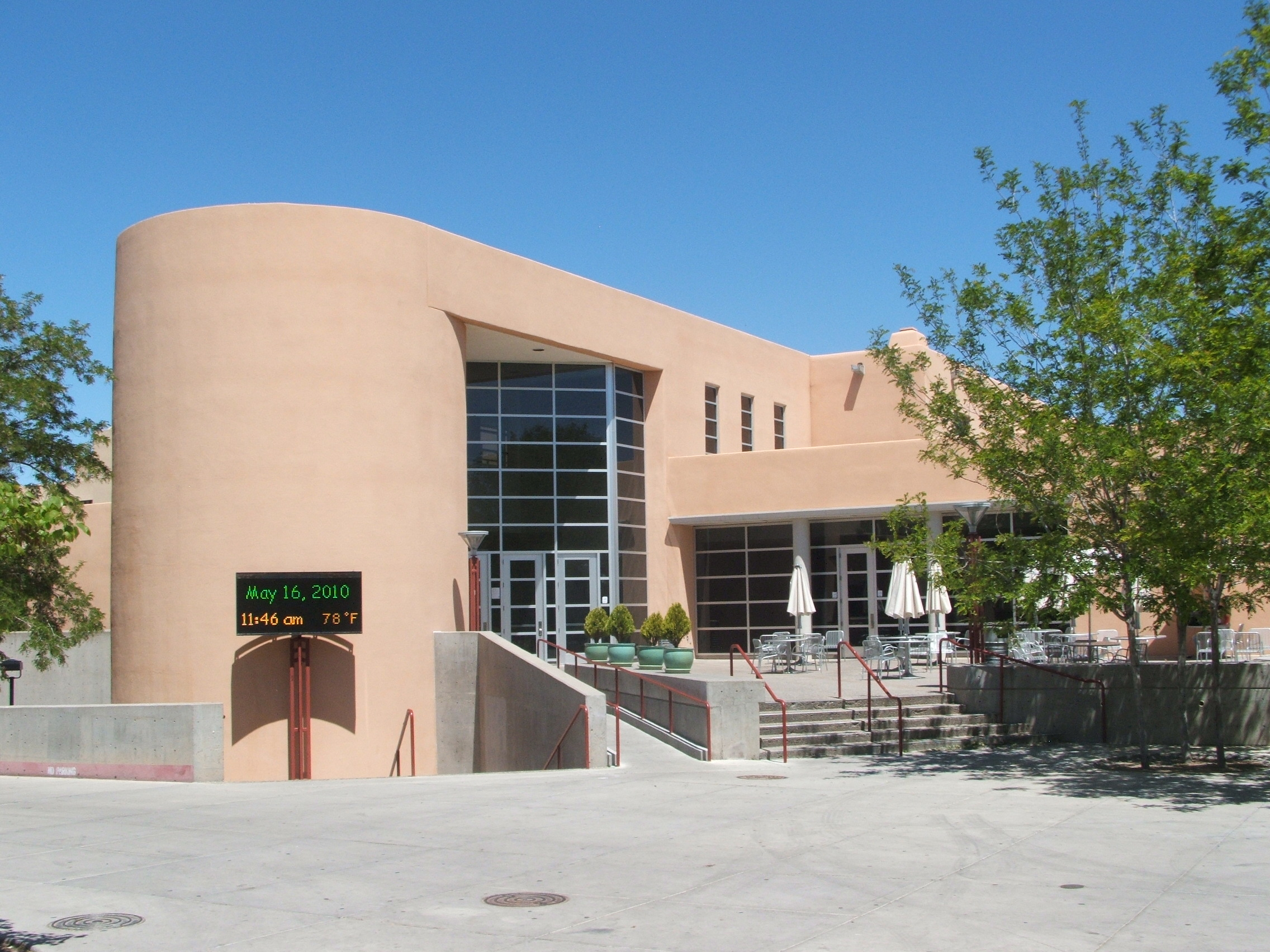
뉴멕시코 대학교 학생회관
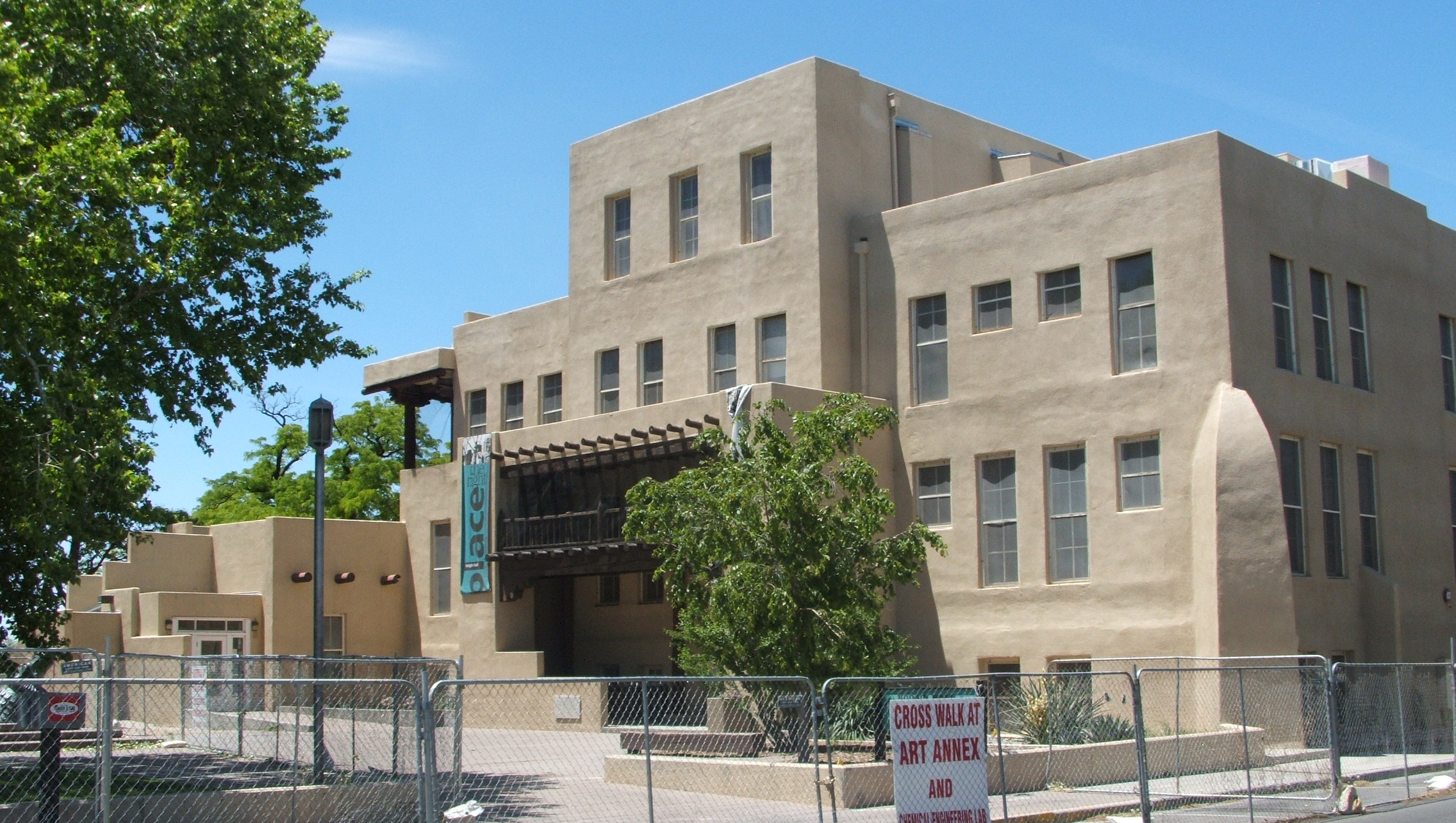
뉴멕시코 대학교 호진홀(Hodgin Hall)